# Oszaka prefektúra
 Oszaka prefektúra (大阪府; Hepburn: Ōsaka-fu) Japánban, a Honsú szigeten, Kanszai régióban fekszik. Székhelye Oszaka, az Oszaka–Kiotó–Kóbe terület központja.

## Történelem
Egészen a Meidzsi-restaurációig Oszaka prefektúra területe Kavacsi, Izumi és Szeccu tartományokként volt ismert.
1868. június 21-jén, a Meidzsi-restauráció elején jött létre Oszaka Prefektúra. A Funhanken szancsiszei kezdeményezésére 1868-ban megkapta a -fu (府) utótagot, ezzel városi prefektúra vált belőle.
1956. szeptember 1-én Oszakát kijelölt várossá nyilvánították, és 24 városrészre osztották.
2000-ben Ota Fuszae lett a prefektúra első nő kormányzója, miután felváltotta a szexuális zaklatásért bíróság elé állított Jokojama Knockot.
2006-ban Szakai városát is kijelölt várossá nyilvánították és 7 városrészre osztották.
2008-ban Hasimoto Tóru televíziós tanácsadót választották a prefektúra élére, így 38 évesen ő lett a legfiatalabb kormányzó Japánban.

### Reformok
2010-ben Hasimoto Tóru kormányzó támogatásával létrejött az Oszaka Visszaállításáért Egyesület, célként Oszaka prefektúra Oszaka Metropolisszá való alakítását kitűzve maga elé, a prefektúra és a város egyesült szervezeteinek számát csökkentve.
A 2011-es helyi választásokon a szervezet képes volt a prefekturális helyek többségét megszerezni.

## Földrajz
Oszaka prefektúrát északról Hjógo és Kiotó prefektúrák határolják, keletről Nara, délről pedig Vakajama. A prefektúrától nyugatra az Oszakai-öböl található, a Jodo és a Jamato folyók pedig átfolynak a prefektúrán.
A Kanszai Nemzetközi Repülőtér építése előtt Oszaka volt Japán legkisebb prefektúrája. A mesterséges sziget, amire a repülőtér épült, elég nagy volt ahhoz, hogy a prefektúra nagyobbá váljon Kagavánál.
2012. április 1-jén a prefektúra területének 11%-ka volt nemzeti parkká nyilvánítva, név szerint: Kongó-Ikoma-Kiszen és Meidzsi no Mori Mino Nemzeti Park, valamint Hokuszecu és Hannan-Miszaki Prefekturális Nemzeti Park.

### Városok
33 város található ebben a prefektúrában.
| - Daitó - Fudsziidera - Habikino - Hannan - Higasiószaka - Hirakata - Ibaraki - Ikeda - Izumi - Izumiócu | - Izumiszano - Jao - Kadoma - Kaizuka - Kasivara - Katano - Kavacsinagano - Kisivada - Macubara - Minó | - Morigucsi - Nejagava - Oszaka (székhely) - Ószakaszajama - Szakai - Szennan - Szeccu - Sidzsónavate - Szuita - Takaisi | - Takacuki - Tondabajasi - Tojonaka |

### Kisvárosok és falvak
| - Minamikavacsi Körzet Csihajaakaszaka Kanan Taisi - Misima Körzet Simamoto - Szenboku Körzet Tadaoka | - Szennan Körzet Kumatori Mizsaki Tadzsiri - Tojono Körzet Nosze Tojono |

## Gazdaság
Oszaka bruttó prefekturális terméke a 2012-es gazdasági évben elérte a 654,8 milliárd dollárt, ezzel Japánban Tokió mögött a második. Ez a termelés 48%-át jelentette a Kinki régióban. Az egy főre jutó jövedelem 3 millió japán jen volt, hetedik az országban.
A gazdaság egyik felét a világszerte elismert óriásvállaltok jelentik (Panasonic, Sony), a másikon a kis- és középvállalkozások (kkv-k) jellemzik Oszaka gazdaságát. Az oszakai székhelyű kkv-k száma a 2006-os adatok alapján 330 737 darab, ez a prefektúra vállalatainak 99,6%-a. Bár ez az arány a többi prefektúrában is hasonló, a kkv-k által előállított termék a prefektúra összes termelésének a 65,4%-a, ami lényegesen magasabb, mint Tokióban (55,5%), vagy Kanagavában (38,4%). A közérdek és a regionális gazdasággal kombinált ipari-oktatási együttműködés támogatásának oszakai modellje a Űrtechnológia SOHLA, a műhold-projekttel. Az eredetileg a higasiószakai székhelyű kkv-k gyűjtéséből indult Űrtechnológia SOHLA mára nem csak a Kanszai régióban nyert teret, hanem a kormány támogatását is elnyerte, technológiai és anyagi támogatás formájában a Japán Űrkutatási Ügynökségtől (JAXA), és pénzügyi támogatásként a NEDO-tól.
Az Oszakai Értéktőzsde, amely a származékokra specializálódott (mint például a Nikkei 225 Futures), szintén oszakai székhelyű.
Ezeken felül számos vegy-, gyógyszer-, nehéz- és élelmiszeripari, valamint lakberendezési cég található a prefektúrában.

## Népesség
A 2005-ös japán népszámlálás alapján Oszaka prefektúra lakossága 8,864,228 fő, ami 12,085 fős (0,14%-os) növekedés a 2000-es adatokhoz képest.

## Nevezetességek

### Templomok és szentélyek
- Sitennó-dzsi
- Kansin-dzsi
- Szumijosi Taisa

### Múzeumok
- Japán Nemzeti Néprajzi Múzeum
- Régi Japán Parasztházak Szabadtéri Néprajzi Múzeum (Hattori Rjokucsi Park)
- OSTEC (Oszakai Tudományos és Technológiai Központ) Kiállítási Csarnok
- Japán Népművészeti Múzeum, Oszaka

## Oktatás
Az általános iskolákat és az alsóbb középiskolai évfolyamokat az önkormányzatok, míg a felsőbb középiskolai évfolyamokat az Oszakai Prefekturális Oktatási Tanács üzemelteti.

### Egyetemek
- Kanszai Orvosi Egyetem (Hirakata, Oszaka)
- Oszakai Egyetem (Tojonaka és Szuita)
- korábbi Oszaka Külföldi Tanulmányok Egyeteme (Minó)
- Oszaka Kjoiku Egyetem (Kasivara)
- Oszaka városi Egyetem (Oszaka)
- Oszakai Prefekturális Egyetem (Szakai)
- Kanszai Egyetem (Szuita, Takacuki, Oszaka)
- Kinki Egyetem (Higasiószaka)
- Kanszai Gaidai Egyetem (Hirakata) (Kanszai Külföldi Tanulmányok Egyeteme)
- Oszakai Nemzetközi Oktatási Egyetem (Morigucsi)
- Oszakai Egészségügyi és Sporttudományi Egyetem (Kumatori)
- Oszaka Kereskedelmi Egyetem (Higasiószaka)
- Oszakai Jogi és Gazdasági Egyetem (Jao)
- Oszakai Zeneművészeti Főiskola (Tojonaka)
- Oszaka Elektrokommunikációs Egyetem (Nejagava)
- Oszaka Gakuin Egyetem (Szuita)
- Otemon Gakuin Egyetem (Ibaraki)
- Hannan Egyetem (Macubara)
- Szecunan Egyetem (Nejagava)
- Szent András Egyetem (Momojama Gakuin Egyetem) (Izumi)
- Taiszei Gakuin Egyetem (Mihara, Szakai)
- Tezukajama Gakuin Egyetem (Ószakaszajama, Szakai)

## Parkok
- Expo Megemlékezés Parkja (Szuita), itt rendezték az 1970-es Világkiállítást. Területe 260 hektár. Itt található egy japánkert, a Japán Nemzeti Múzeum, Oszaka, és egy Expoland nevű vidámpark.
- Hattori Rjokucsi Park (Tojonaka), nagyjából 150 hektár.
- Curumi Rjokucsi Park (Oszaka), nagyjából 100 hektár. Ez adott otthont az 1990-es Kertépítészéti Világkiállítást.
- Nagai Park (Oszaka), nagyjából 66 hektár. Itt rendezték a 2007-es atlétikai világbajnokságot, a Nagai Stadionban.
- az Oszakai várkastély parkja, nagyjából 106 hektár.
- Nakanosima Park (Oszaka). Itt található a Keleti Kerámiák Múzeuma, az Oszakai Prefekturális Könyvtár (1904, neobarokk stílus), valamint az oszakai városháza.

## Közlekedés

### Repülőterek
Oszaka Nemzetközi Repülőtér - belföldi járatok 

Kanszai Nemzetközi Repülőtér - nemzetközi és belföldi járatok

## Testvérkapcsolatok
A prefektúrának az alábbi területekkel van testvérkapcsolata:
- Sanghaj, Kína (1980)
- Kelet-Jáva, Indonézia (1984)
- Val-d’Oise, Franciaország (1987)
- Queensland, Ausztrália (1988)
- Tengermelléki határterület, Oroszország (1992)
- Kalifornia, Amerikai Egyesült Államok (1984)
- Lombardia, Olaszország (2002)
- Dubaj, Egyesült Arab Emirátusok (2002)
- Ho Si Minh-város, Vietnam (2002)
- Csiangszu, Kína

## Prefekturális jelképek
Oszaka prefektúra szimbóluma, a szennari bjótan (ezer tök) eredetileg Tojotomi Hidejosi, Oszaka hűbérurának volt a címere.

## Egyéb
- Oszaka Akitával együtt az egyetlen olyan tengerparti prefektúra, amelynek nincs természetes szigete.
- az első futószalagos szusi éttermet Higasiószakából származtatják.

## Fordítás
Ez a szócikk részben vagy egészben  az   Osaka Prefecture című angol Wikipédia-szócikk fordításán alapul.  Az eredeti cikk szerkesztőit annak laptörténete sorolja fel. Ez a jelzés csupán a megfogalmazás eredetét és a szerzői jogokat jelzi, nem szolgál a cikkben szereplő információk forrásmegjelöléseként.